# Jenkinsville
Jenkinsville è un comune degli Stati Uniti d'America, situato in Carolina del Sud, nella contea di Fairfield.